# Blase
Cet article possède un paronyme, voir Blaze.
 (décembre 2022).
La mise en forme du texte ne suit pas les recommandations de Wikipédia : il faut le « wikifier ».
Les points d'amélioration suivants sont les cas les plus fréquents :
- Les titres sont pré-formatés par le logiciel. Ils ne sont ni en capitales, ni en gras.
- Le texte ne doit pas être écrit en capitales (les noms de famille non plus), ni en gras, ni en italique, ni en « petit »…
- Le gras n'est utilisé que pour surligner le titre de l'article dans l'introduction, une seule fois.
- L'italique est rarement utilisé : mots en langue étrangère, titres d'œuvres, noms de bateaux, etc.
- Les citations ne sont pas en italique mais en corps de texte normal. Elles sont entourées par des guillemets français : « et ».
- Les listes à puces sont à éviter, des paragraphes rédigés étant largement préférés. Les tableaux sont à réserver à la présentation de données structurées (résultats, etc.).
- Les appels de note de bas de page (petits chiffres en exposant, introduits par l'outil «  Source ») sont à placer entre la fin de phrase et le point final[comme ça].
- Les liens internes (vers d'autres articles de Wikipédia) sont à choisir avec parcimonie. Créez des liens vers des articles approfondissant le sujet. Les termes génériques sans rapport avec le sujet sont à éviter, ainsi que les répétitions de liens vers un même terme.
- Les liens externes sont à placer uniquement dans une section « Liens externes », à la fin de l'article. Ces liens sont à choisir avec parcimonie suivant les règles définies. Si un lien sert de source à l'article, son insertion dans le texte est à faire par les notes de bas de page.
- La présentation des références doit suivre les conventions bibliographiques. Il est recommandé d'utiliser les modèles {{Ouvrage}}, {{Chapitre}}, {{Article}}, {{Lien web}} et/ou {{Bibliographie}}. Le mode d'édition visuel peut mettre en forme automatiquement les références.
- Insérer une infobox (cadre d'informations à droite) n'est pas obligatoire pour parachever la mise en page.

Pour une aide détaillée, merci de consulter Aide:Wikification.
Si vous pensez que ces points ont été résolus, vous pouvez retirer ce bandeau et améliorer la mise en forme d'un autre article.
Blase est un artiste peintre contemporain, également restaurateur d'art et faussaire, né en 1980 en région Auvergne. Il réside et travaille à Paris.

## Biographie
Fils de brocanteurs, Blase passe son enfance dans la boutique de ses parents à Cusset. Il raconte avoir eu son premier « choc artistique » alors qu'il accompagne son père chez l'un de ses clients, devant un dessin préparatoire de La Conclusion de la paix à Angers de Rubens. Avant de devenir artiste, Blase a exercé de nombreux métiers tels que ferrailleur ou encore cuisinier. Il devient finalement marchand d'art, après avoir rencontré un grand marchand d'art installé quai Voltaire. Blase exerce cette activité durant de longues années avant de se lancer dans la production d'œuvres.
Titulaire d'un diplôme en histoire de l'art, il se tourne progressivement vers la restauration, qu'il apprend en autodidacte ; cela lui permet de redonner vie aux œuvres qu'il achète et qu'il revend. Progressivement, le marchand d'art se met à modifier les toiles avec des détails anachroniques. Sur conseil d'un ami, il décide d'endosser ces détournements sous le pseudonyme de « Blase ».
Amateur de deepfake, l'artiste s'est fait connaître sur les réseaux sociaux par ses détournements de vidéos populaires de la culture internet. Donald Trump est l'une de ses cibles préférentielles.
Il possède sa propre galerie, le « Blase Workshop », sise galerie Vivienne à Paris.

## Travail
Marchand d'art et restaurateur de tableaux, Blase a construit sa pratique sur le détournement d'œuvres plutôt que sur les techniques traditionnelles de peinture. Il chine les peintures anciennes qu’il restaure minutieusement dans les maisons de ventes et foires professionnelles, avant de les « améliorer ». Les œuvres sont pour la plupart de « vraies » œuvres de maîtres déclassés du XVIIIe et du XIXe siècle. Il ajoute ensuite sa touche personnelle, tout en respectant la facture du peintre originel. Les sujets traités sont pour la plupart issus de l'actualité, ou des références à la pop culture. Une fois le travail terminé, il ajoute sa signature sur un sceau qui apparaît au dos de l’œuvre.
Il se réclame de la mouvance des artistes d’art urbain tels que Banksy ou d'une démarche proche de celle de Maurizio Cattelan.

## Performances
En 2018, en parallèle de sa résidence à Showdesk, Blase dépose une œuvre créée pour l'occasion au Musée archéologique national de Naples. La fausse pierre originaire de Pompéi, intitulée « Sarcasmo archeologico », est gravée de l'inscription « Blase è un pezzo di merda » ( « Blase est un sac à merde » ). L'artiste accroche également deux toiles détournées dans l'église Sainte-Marie-des-Âmes-du-Purgatoire. Le diptyque représente deux personnages, un homme et une femme, portant des accessoires du club de la ville, le SSC Napoli.

## Expositions

### Expositions individuelles
- 2013 : « Blase peintures calembourgeoises », Galerie Corcos, Paris.
- 2015 : « BLASE », galerie La Petite Vivienne, Paris.
- 2016 : « Décrochez ! », Galerie Vivienne Art, Paris.
- 2018 :
  - « Non conforme all originale », Showdesk, Naples (Italie).
  - « Keep calm and carry on », Cour des comptes européenne, Luxembourg (Luxembourg).
- 2019 :
  - « From Paris With Love », Spring/Break Art Show, Los Angeles (États-Unis).
  - « White Trash », Pierre Bergé & Associés, Bruxelles (Belgique).

### Expositions collectives
- 2018 : « Héritages », Centre d’art contemporain, Dreux
- 2019 : « Urbanart Biennale® », Völklingen (Allemagne)
- 2021 : « Be Seeing You », Galerie Mannheimer Kunstverein, Mannheim (Allemagne)